# فلسبرگ (هسن)
شهر فلسبرگ در ایالت هسن در کشور آلمان واقع شده است.